# Achieng Abura
Lydia Achieng Abura (date de naissance inconnue, morte le 20 octobre 2016) était une chanteuse et musicienne kényane d'afro-jazz, afro-fusion et gospel.

## Biographie
Achieng Abura est née à Eldoret (comté d'Uasin Gishu). Elle étudie au lycée Kenya de Nairobi. Elle étudie la chimie à l'université du Commonwealth de Virginie, puis obtient un master en études de l’environnement à l'université Moi. Elle a un fils nommé Prince.
Elle se fait connaître dans le monde de la musique avec un premier album de gospel sorti en 1990, I Believe. Elle sort deux autres albums dans cette veine, Way Over Yonder et Sulwe. Elle s'intéresse ensuite à l'afro-jazz et enregistre en 2002 un premier album dans ce genre, titré Maisha. Abura avait auparavant l'habitude de travailler avec le chanteur Abbi, avant de devenir chanteuse solo. Elle enregistre en 2004 l'album Spirit Of a Warrior. La même année, elle remporte, conjointement avec l’Éthiopienne Tsedenia Gebremarkos, le prix de la Meilleure artiste féminine d'Afrique de l'Est aux Kora Awards, qui récompensent les artistes de tout le continent. Le dernier album de sa carrière, Dhahabu Yangu, sort en 2007 chez Blu Zebra. Elle rejoint le supergroupe Divas of The Nile, qui regroupe quatre chanteuses kényanes très populaires, Suzanna Owiyo, Mercy Myra, Princess Jully, et donc Achieng Abura. Elle fait des tournées dans le monde, notamment en Espagne et aux Pays-Bas (Festival Mundial).
Elle fait un peu de doublage dans la série pour enfants Les Contes de Tinga Tinga, où elle incarne la voix du corbeau. Elle participe aussi au jury de l'émission de télé-réalité musicale Project Fame, qui vise à découvrir de jeunes talents sur le continent. 
Elle est soutenue par l'Alliance française de Nairobi.
Elle meurt le 20 octobre 2016 à l'hôpital Kenyatta National de Nairobi.

## Charité
Achieng Abura était ambassadrice du Programme des Nations unies pour le développement, et promeut l'Action mondiale contre la pauvreté (Global Call Against Poverty). Elle est nommée dans la catégorie artiste la plus socialement responsable aux Kisima Music Awards. 
Peu avant sa mort, elle organise une campagne de levée de fonds en ligne pour son fils qui souffre d'une malformation cardiaque et de la drépanocytose.